# مسجد شالابيلار
مسجد شالابيلار (بالأذرية: Çələbilər məscidi)‏، بالإنجليزية: Chalabilar Mosque، بالروسية: Мечеть Челебилер): هو معلم تاريخي ومعماري محلي هام، يعود تاريخه إلى القرن السابع عشر، يقع في قرية شالابيلار في مقاطعة جبرائيل.
تم إدراج المسجد ضمن قائمة المعالم التاريخية والثقافية المحلية الهامة وفقا للقرار رقم 132، الصادر عن مجلس وزراء جمهورية أذربيجان بتاريخ 2 أغسطس 2001.

## عن
يقع مسجد شالابيلار في قرية شالابيلار في مقاطعة جبرائيل. بناه محمد بن حاجي جرامان أحمد في 1678. كما كان المسجد بمثابة مدرسة حيث تم تدريس المواد الدينية والدنيوية. كما قام الشاعر الأذربيجاني ملا ولي ودادي، الذي عاش في القرن الثامن عشر، بالتدريس في هذه المدرسة.